# Valeska Saab
Valeska Alexandra Saab Gómez (sinh ngày 7 tháng 5 năm 1984 tại Guayaquil) là một chính trị gia, nhà từ thiện, người mẫu và thí sinh của cuộc thi sắc đẹp người Ecuador.
Cô giữ danh hiệu Hoa hậuMaja Mundial năm 2005 và cùng với Kayi Cheung đến từ Hồng Kông thắng giải Hoa hậu Nhân ái trong cuộc thi Hoa hậu Thế giới 2007. Ở Ecuador, cô được chú ý vì công việc của mình với những đứa trẻ mắc chứng Ichthyosis. Từ năm 2009 đến năm 2013, Saab là một thành viên của Quốc hội Andean.

## Đầu đời
Saab sinh ra ở Guayaquil, Ecuador, có song thân là Jesús Saab và María del Rocío Chio Gómez Buenaventura vào thứ Hai ngày 7 tháng 5 năm 1984. Chỉ một ngày trước khi sinh (Chủ nhật, 6 tháng 5), León Febres Cordero đã trở thành Tổng thống Ecuador đánh bại Rodrigo Borja trong vòng thứ hai của cuộc bầu cử tổng thống Ecuador năm 1984. Cô có hai anh trai, Cristian và Patrick và một người em nhỏ hơn, Javier. Tại Guayaquil, Saab theo học trường Unidad Educativa Bilingüe Nuevo Mundo, Trường Cao đẳng Cộng đồng Brookdale và Cao đẳng Blue Hill, nơi cô học Kinh doanh Quốc tế. Cô thông thạo tiếng Tây Ban Nha và tiếng Anh.

## Công tác từ thiện
Sau khi đoạt danh hiệu Hoa hậu Thế giới Ecuador 2007, Saab bắt đầu giúp đỡ trẻ em bị ảnh hưởng bởi một bệnh hiếm gặp gọi là ichtyosis và công việc của cô tiếp tục từ đó. Ngoài ra, cô còn là thành viên hội đồng quản trị của một quỹ từ thiện có tên Kinderzentrum, một tổ chức chuyên giúp đỡ các trẻ em đặc biệt bị hội chứng suy nhược, tự kỷ, liệt não và các vấn đề cảm xúc khác.